# Finca Pausílipo
La finca Pausílipo era la casa de campo del tres veces presidente de Panamá, Belisario Porras. Fue declarado monumento histórico nacional en 1994 mediante la Ley N. 7 del 19 de mayo de ese mismo año. En ese mismo documento, también se ordena la creación del museo regional de Los Santos, ubicado en las instalaciones y facilidades de la casa.
Pausílipo es un nombre de origen griego que se le daba a unas colinas que rodeaban la ciudad italiana de Nápoles, fundada por los griegos hacia el año 600 a. C. y donde, según cuenta la historia, se enterró al poeta romano Virgilio, autor de la Eneida.

## Historia
Porras adquirió la finca en 1880. Esta está ubicada en el corregimiento de Las Tablas Abajo y tiene dos hectáreas de terreno. La casa fue construida en 1889 con paredes de adobe, techo de tejas y madera de la región. Sigue el estilo de las construcciones del interior y tiene dos cuartos y una sala de reuniones. En esta se encuentran objetos que pertenecieron a Porras, como su escritorio. Luego de que el sitio pasara a formar parte de los patrimonios de la nación en 1976, se iniciaron trabajos para restaurar la casona en 1977. Además, según Mario Espino Porras, bisnieto de Belisario Porras, las estructuras de la finca han tenido dos restauraciones. Una durante la presidencia de Ernesto Pérez Balladares y otra en la de Mireya Moscoso.